# Головеньки (Вінницький район)
Голове́ньки — село в Україні, у Немирівській міській громаді Вінницького району Вінницької області. Населення становить 544 особи.

## Історія
12 червня 2020 року, відповідно до Розпорядження Кабінету Міністрів України  № 707-р «Про визначення адміністративних центрів та затвердження територій територіальних громад Вінницької області», увійшло до складу Немирівської міської громади.
19 липня 2020 року, в результаті адміністративно-територіальної реформи та ліквідації Немирівського району, село увійшло до складу Вінницького району.
11 серпня 2022 р. в селі відбувся похорон учасника російсько-української війни Михайла Швеця.